# Navalperal de Pinares (kommun)
Navalperal de Pinares är en kommun i Spanien.   Den ligger i provinsen Provincia de Ávila och regionen Kastilien och Leon, i den centrala delen av landet, 70 km väster om huvudstaden Madrid. Antalet invånare är 1 001.